# Zygmunt Kraus

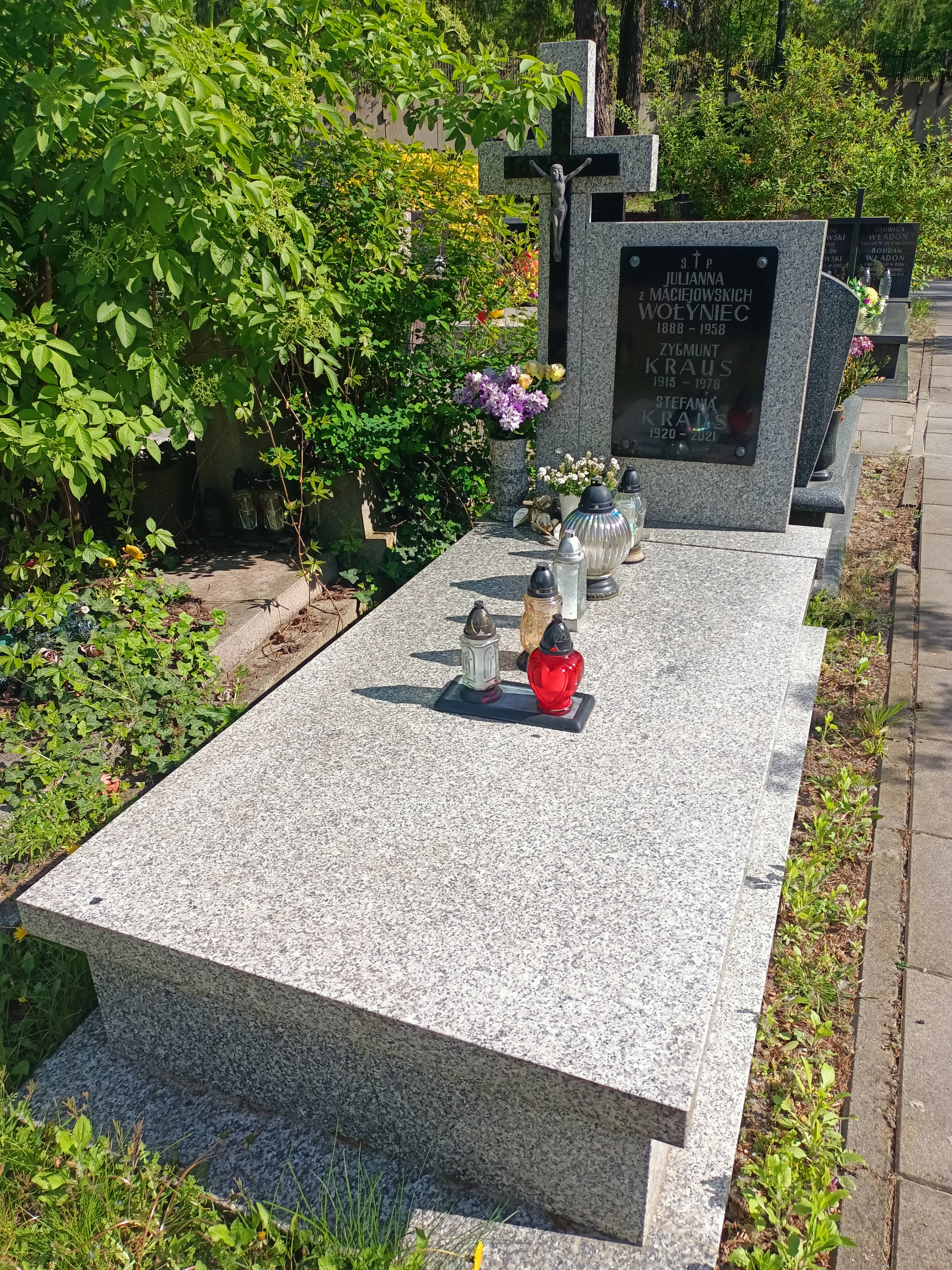
Nagrobek Zygmunta Krausa na Cmentarzu Wojskowym na Powązkach

Zygmunt Kraus (ur. 28 października 1913 we Lwowie, zm. 17 września 1978 w Warszawie) – polski trener siatkówki, twórca sukcesów męskiej drużyny AZS-AWF Warszawa, z którą sięgnął po 11 tytułów mistrza Polski, trener reprezentacji Polski seniorów (1949-1951, 1953-1954 i 1964-1965). Trener reprezentacji Polski kobiet na mistrzostwach Europy w 1951, na których wywalczył tytuł wicemistrzowski.

## Życiorys

### Reprezentacja
W 1949 został trenerem reprezentacji Polski seniorów, poprowadził ją na I Mistrzostwach Świata w 1949, zajmując piąte miejsce (w roli kapitana związkowego współpracował z nim Romuald Wirszyłło). Na mistrzostwach Europy w 1950 zajął z nią szóste - ostatnie miejsce. W 1951 poprowadził awaryjnie reprezentację Polski kobiet na mistrzostwach Europy, w miejsce Zygmunta Krzyżanowskiego, który nie otrzymał paszportu. Z drużyną tą wywalczył wicemistrzostwo Europy. W 1952 na stanowisku trenera reprezentacji zastąpił go Wiesław Piotrowski, ale powrócił na to stanowisko w 1953. W latach 1953–1954 jedyną większą imprezą, na której kierował polską drużyną, były akademickie mistrzostwa świata w 1954. Zajął na nich z reprezentacją piąte miejsce. Jesienią 1954 zastąpił go Leonard Michniewski. W trakcie kadencji Jacka Busza poprowadził w 1957 akademicką reprezentację Polski na akademickich mistrzostwach świata. Kolejny raz trenerem reprezentacji Polski został w 1964, w 1965 poprowadził ją do drugiego miejsca w pierwszych w historii zawodach Pucharu Świata. W 1966 zastąpił go w roli trenera Tadeusz Szlagor.

### AZS-AWF Warszawa
Na przełomie lat 40. i 50. organizował zajęcia z siatkówki na Akademii Wychowania Fizycznego w Warszawie. W 1951 zwyciężył z męską drużyną AZS-AWF Warszawa na I Akademickich Mistrzostwach Polski. W kolejnych latach poprowadził tę drużynę do 11 tytułów mistrza Polski (1952, 1953, 1954, 1955, 1956, 1957, 1958, 1959, 1960, 1961, 1963), a ponadto wywalczył z nią Puchar Polski (1953, 1954, 1955) i wicemistrzostwo Polski (1962). Zrezygnował z prowadzenia warszawskiego zespołu po sezonie 1963/1964, w którym pierwszy raz od 1952 nie wywalczył miejsca na podium (drużyna zajęła 4 miejsce) i ponownie został trenerem męskiej reprezentacji Polski.

### Działacz i teoretyk sportu
Przez całą karierę zawodową związany był Akademią Wychowania Fizycznego w Warszawie, gdzie doszedł do stopnia docenta doktora habilitowanego. Był autorem książek Podręcznik gry w siatkówkę (1953), Taktyka zespołowa w piłce siatkowej (1964), Metodyka doskonalenia taktyki w piłkę siatkową fragmentami gry (1970), Rozwój teorii i praktyki gry w piłkę siatkową : z badań empirycznych (1970), Taktyka walki w piłce siatkowej (1976). Był członkiem zarządu głównego AZS, zarządu Polskiego Związku Piłki Siatkowej, w latach 1953-1961 kierował Komisją Przepisów Gry Międzynarodowej Federacji Piłki Siatkowej.